# Anastasia Sergeyevna Potapova
Anastasia Sergeyevna Potapova (tiếng Nga: Анастасия Сергеевна Потапова; sinh ngày 30 tháng 3 năm 2001) là một vận động viên quần vợt người Nga. Potapova là cựu số 1 trẻ, và là nhà vô địch nội dung đơn nữ trẻ Giải quần vợt Wimbledon 2016 sau khi đánh bại Dayana Yastremska của Ukraine trong trận chung kết.
Potapova lần đầu ra mắt giải Grand Slam là tại Giải quần vợt Wimbledon 2017 sau khi đánh bại Elizaveta Kulichkova ở vòng loại.

## Chung kết sự nghiệp WTA

### Đơn: 2 (2 á quân)
| Chú thích                           |
| ----------------------------------- |
| Grand Slam (0–0)                    |
| WTA Tour Championships (0–0)        |
| Premier Mandatory & Premier 5 (0–0) |
| Premier (0–0)                       |
| International (0–2)                 |

| Chung kết theo mặt sân |
| ---------------------- |
| Cứng (0–1)             |
| Cỏ (0–0)               |
| Đất nện (0–1)          |
| Thảm (0–0)             |

| Kết quả | T–B | Ngày             | Giải đấu                  | Thể loại      | Mặt sân | Đối thủ             | Tỷ số              |
| ------- | --- | ---------------- | ------------------------- | ------------- | ------- | ------------------- | ------------------ |
| Á quân  | 0–1 | tháng 7 năm 2018 | Moscow River Cup, Nga     | International | Đất nện | Olga Danilović      | 5–7, 7–6(7–1), 4–6 |
| Á quân  | 0–2 | tháng 9 năm 2018 | Tashkent Open, Uzbekistan | International | Cứng    | Margarita Gasparyan | 2–6, 1–6           |

### Đôi: 1 (1 danh hiệu)
| Chú thích                           |
| ----------------------------------- |
| Grand Slam (0–0)                    |
| WTA Tour Championships (0–0)        |
| Premier Mandatory & Premier 5 (0–0) |
| Premier (0–0)                       |
| International (1–0)                 |

| Chung kết theo mặt sân |
| ---------------------- |
| Cứng (0–0)             |
| Cỏ (0–0)               |
| Đất nện (1–0)          |
| Thảm (0–0)             |

| Kết quả | T–B | Ngày             | Giải đấu              | Thể loại      | Mặt sân | Đồng đội       | Đối thủ                            | Tỷ số    |
| ------- | --- | ---------------- | --------------------- | ------------- | ------- | -------------- | ---------------------------------- | -------- |
| Vô địch | 1–0 | tháng 7 năm 2018 | Moscow River Cup, Nga | International | Đất nện | Vera Zvonareva | Alexandra Panova Galina Voskoboeva | 6–0, 6–3 |

## Chung kết ITF

### Đơn: 4 (1 danh hiệu, 3 á quân)
| Chú thích |
| --------- |
| $100,000  |
| $80,000   |
| $60,000   |
| $25,000   |
| $15,000   |

| Chung kết theo mặt sân |
| ---------------------- |
| Cứng (1–2)             |
| Đất nện (1–0)          |
| Cỏ (0–0)               |
| Thảm (0–0)             |

| Kết quả | T–B | Ngày             | Giải đấu                    | Thể loại | Mặt sân  | Đối thủ           | Tỷ số              |
| ------- | --- | ---------------- | --------------------------- | -------- | -------- | ----------------- | ------------------ |
| Vô địch | 1–0 | Tháng 3 năm 2017 | ITF Curitiba, Brasil        | 25,000   | Cứng     | Amanda Anisimova  | 6–7(7–9), 7–5, 6–2 |
| Á quân  | 1–1 | Tháng 1 năm 2018 | ITF Sharm El Sheikh, Ai Cập | 15,000   | Cứng     | Yuliya Hatouka    | 4–6, 6–4, 5–7      |
| Á quân  | 1–2 | tháng 5 năm 2018 | ITF Khimki, Nga             | 100,000  | Cứng (i) | Vera Lapko        | 1–6, 3–6           |
| Á quân  | 1–3 | tháng 7 năm 2018 | ITF Rome, Ý                 | 60,000+H | Đất nện  | Dayana Yastremska | 1–6, 0–6           |

### Đôi: 4 (2–2)
| Chú thích |
| --------- |
| $100,000  |
| $80,000   |
| $60,000   |
| $25,000   |
| $15,000   |

| Chung kết theo mặt sân |
| ---------------------- |
| Cứng (1–2)             |
| Đất nện (1–0)          |
| Cỏ (0–0)               |
| Thảm (0–0)             |

| Kết quả | Số | Ngày                | Giải đấu                | Mặt sân  | Đồng đội          | Đối thủ                             | Tỷ số            |
| ------- | -- | ------------------- | ----------------------- | -------- | ----------------- | ----------------------------------- | ---------------- |
| Vô địch | 1. | 6 tháng 5 năm 2017  | Khimki, Nga             | Cứng (i) | Olesya Pervushina | Ekaterina Kazionova Daria Kruzhkova | 6–0, 6–1         |
| Vô địch | 2. | 29 tháng 7 năm 2017 | Prague, Cộng hòa Séc    | Đất nện  | Dayana Yastremska | Mihaela Buzărnescu Alona Fomina     | 6–2, 6–2         |
| Á quân  | 1. | 20 tháng 1 năm 2018 | Sharm El Sheikh, Ai Cập | Cứng     | Ekaterina Yashina | Jade Lewis Erin Routliffe           | 6–0, 5–7, [6–10] |
| Á quân  | 2. | 14 tháng 4 năm 2018 | Istanbul, Thổ Nhĩ Kỳ    | Cứng     | Olga Doroshina    | Ayla Aksu Harriet Dart              | 4–6, 6–7(3–7)    |

## Chung kết Grand Slam trẻ

### Đơn nữ trẻ
| Kết quả | Năm  | Giải đấu  | Mặt sân | Đối thủ           | Tỷ số    |
| ------- | ---- | --------- | ------- | ----------------- | -------- |
| Vô địch | 2016 | Wimbledon | Cỏ      | Dayana Yastremska | 6–4, 6–3 |

### Đôi nữ trẻ
| Kết quả | Năm  | Giải đấu     | Mặt sân | Đồng đội          | Đối thủ                               | Tỷ số            |
| ------- | ---- | ------------ | ------- | ----------------- | ------------------------------------- | ---------------- |
| Á quân  | 2015 | Mỹ Mở rộng   | Cứng    | Anna Kalinskaya   | Viktória Kužmová Aleksandra Pospelova | 5–7, 2–6         |
| Á quân  | 2016 | Pháp Mở rộng | Đất nện | Olesya Pervushina | Paula Arias Manjón Olga Danilović     | 6–3, 3–6, [8–10] |
| Á quân  | 2017 | Pháp Mở rộng | Đất nện | Olesya Pervushina | Bianca Andreescu Carson Branstine     | 1–6, 3–6         |

## Fed Cup
| Chú thích                 |
| ------------------------- |
| Nhóm Thế giới             |
| Play-off Nhóm Thế giới    |
| Nhóm Thế giới II          |
| Play-off Nhóm Thế giới II |
| Nhóm châu Âu/châu Phi     |

### Đơn (1–1)
| Năm          | Vòng      | Ngày                                     | Đối thủ  | Mặt sân     | Đối thủ          | T/B   | Kết quả       | Kết quả đội |
| ------------ | --------- | ---------------------------------------- | -------- | ----------- | ---------------- | ----- | ------------- | ----------- |
| Fed Cup 2018 | NTG II    | 11 tháng 2 năm 2018 Bratislava, Slovakia | Slovakia | Cứng (i)    | Viktória Kužmová | Thua  | 6–3, 3–6, 4–6 | Thua 1–3    |
| Fed Cup 2019 | PO NTG II | 20 tháng 4 năm 2019 Moskva, Nga          | Ý        | Đất nện (i) | Martina Trevisan | Thắng | 2–6, 6–3, 6–1 | Thắng 4–0   |

### Đôi (2–0)
| Năm          | Vòng      | Ngày                                    | Đối thủ  | Mặt sân     | Đồng đội            | Đối thủ                          | T/B   | Kết quả          | Kết quả đội |
| ------------ | --------- | --------------------------------------- | -------- | ----------- | ------------------- | -------------------------------- | ----- | ---------------- | ----------- |
| Fed Cup 2019 | CÂ/CP I   | 7 tháng 2 năm 2019 Zielona Góra, Ba Lan | Đan Mạch | Cứng (i)    | Margarita Gasparyan | Karen Barritza / Maria Jespersen | Thắng | 6–2, 6–2         | Thắng 3–0   |
| Fed Cup 2019 | PO NTG II | 21 tháng 4 năm 2019 Moskva, Nga         | Ý        | Đất nện (i) | Vlada Koval         | Sara Errani / Jasmine Paolini    | Thắng | 4–6, 6–3, [10–7] | Thắng 4–0   |

## Thắng tay vợt trong top 10
| Mùa giải | 2019 | Tổng số |
| Thắng    | 1    | 1       |

| #    | Tay vợt          | Xếp hạng | Giải đấu                  | Mặt sân | Vg | Tỷ số    | XHAP  |
| ---- | ---------------- | -------- | ------------------------- | ------- | -- | -------- | ----- |
| 2019 |                  |          |                           |         |    |          |       |
| 1.   | Angelique Kerber | Số 5     | Pháp Mở rộng, Paris, Pháp | Đất nện | V1 | 6–4, 6–2 | Số 81 |

## Giải thưởng
2016
- Giải Russian Cup ở hạng mục Đội nữ trẻ Dưới-18 của Năm[1]